# Октябрська сільська рада (Октябрський район)
Октя́брська сільська рада (рос. Октябрьский сельский совет) — сільське поселення у складі Октябрського району Оренбурзької області Росії.
Адміністративний центр — село Октябрське.

## Населення
Населення — 8038 осіб (2019; 8084 в 2010, 8092 у 2002).

## Склад
До складу сільської ради входять:
| Населений пункт     | Населення, осіб (2002) | Населення, осіб (2010) |
| ------------------- | ---------------------- | ---------------------- |
| Баєвський, селище   | 5                      | -                      |
| Міждугорний, селище | 275                    | 245                    |
| Морозовський, хутір | 30                     | 18                     |
| Новобіккулово, село | 140                    | 120                    |
| Октябрське, село    | 7642                   | 7701                   |